# 우리의 하루
"우리의 하루"(영어: In Our Day)는 2023년 개봉한 대한민국의 드라마 영화이다. 홍상수가 감독과 각본을 맡았다. 제76회(2023년) 칸 영화제 감독주간 폐막작이다.

## 출연

### 주연
- 기주봉 : 홍의주 역
- 김민희 : 상원 역

### 조연
- 송선미 : 정수 역
- 박미소 : 지수 역
- 하성국 : 송재원 역
- 김승윤 : 김기주 역
- 우리[1]